# Misano di Gera d'Adda
Misano di Gera d'Adda est une commune de la province de Bergame en Lombardie (Italie).

## Administration
| Période                                  | Période  | Identité           | Étiquette    | Qualité |
| ---------------------------------------- | -------- | ------------------ | ------------ | ------- |
| 14 juin 2004                             | En cours | Alessandro Tosetti | Lista Civica |         |
| Les données manquantes sont à compléter. |          |                    |              |         |

### Communes limitrophes
Calvenzano, Capralba, Caravaggio, Vailate